# 翁同書
翁 同書（おう どうしょ、Wēng Tóngshū、1810年 - 1865年）は、清末の官僚。字は薬房。翁心存の長男で翁同爵・翁同龢の兄。江蘇省蘇州府常熟県の出身。
1840年に進士となり、庶吉士に選ばれる。1853年、太平天国の乱に対する欽差大臣キシャン（琦善）の補佐として江南に赴き、侍講学士、ついで侍読学士に抜擢された。キシャンの死後もトミンガ（托明阿）・デヒンガ（徳興阿）の補佐にあたり、揚州の奪回などに功績があった。
1858年、安徽巡撫に任命され、欽差大臣勝保（シェンバオ）の補佐にあたった。定遠に軍を置いていたが、1859年に捻軍が定遠に押し寄せ、一度は撃退したものの、捻軍と太平天国軍と合流したため定遠は陥落し、寿州に軍を移した。1860年、団練の苗沛霖と不和が生じ、苗沛霖は離反して敵側につき、寿州が陥落した。翁同書は北京に呼び戻されたが、曽国藩の弾劾を受け、死罪が申し渡された。しかし1863年、新疆への流罪に減刑となった。
1864年、陝西省・甘粛省の回民蜂起の鎮圧に向かったドゥヒンガ（都興阿）軍に従軍し、功績をあげた。翌1865年に死去。死後に官職は元に戻され、文勤の諡号が贈られた。